# 今井宏平
今井 宏平（いまい こうへい、1981年 - ）は、日本の政治学者。専門は国際関係論、中東地域研究。とくに現代トルコの政治・外交を研究。アジア経済研究所海外派遣員（在アンカラ）。

## 略歴
長野県生まれ。2004年中央大学法学部政治学科卒業、2006年同大学大学院法学研究科（政治学専攻）博士前期課程修了。
2006年4月同大学院博士後期課程に進学し、同年秋に中東工科大学へ留学。2011年に同大学国際関係学部博士課程修了（Ph.D. ）。その後2013年、中央大学大学院法学研究科（政治学専攻）博士後期課程修了。
2013年、論文「トルコ公正発展党政権の中東政策：地域秩序安定化の試みとその挫折」にて中央大学より博士（政治学）の学位を取得。日本学術振興会特別研究員を経て、2016年よりジェトロ・アジア経済研究所研究員。

## 著書

### 単著
- 『中東秩序をめぐる現代トルコ外交：平和と安定の模索』ミネルヴァ書房〈MINERVA人文・社会科学叢書〉、2015年。ISBN　978-4-623-07300-9
- 『国際政治理論の射程と限界：分析ツールの理解に向けて』中央大学出版部、2017年。ISBN　978-4-8057-1154-5
- 『トルコ現代史：オスマン帝国崩壊からエルドアンの時代まで』中央公論新社〈中公新書〉、2017年。ISBN　978-4-12-102415-2
- 『戦略的ヘッジングと安全保障の追求：2010年代以降のトルコ外交』有信堂高文社、2023年。ISBN　978-4-8420-5585-5
- 『トルコ100年の歴史を歩く：首都アンカラでたどる近代国家への道』平凡社新書、2023年。ISBN　978-4-582-86038-2

### 共著
- （岩坂将充）『エルドアン時代のトルコ：内政と外交の政治力学』岩波書店、2023年。ISBN　978-4-00-022316-4

### 編著
- 『クルド問題：非国家主体の可能性と限界』岩波書店、2022年。ISBN　978-4-00-022646-2
- 『教養としての中東政治』ミネルヴァ書房、2022年。ISBN　978-4-623-09344-1

### 翻訳
- エリカ・フランツ『権威主義：独裁政治の歴史と変貌』（上谷直克・中井遼共訳）白水社、2021年。ISBN　978-4-560-09821-9
- スティーヴン・M・ウォルト『同盟の起源：国際政治における脅威への均衡』（溝渕正季共訳）ミネルヴァ書房、2021年。ISBN　978-4-623-09234-5

### 論文
- CiNii Research：今井宏平 - リンク先を参照。